# Венеційська республіка
Венеці́йська респу́бліка (лат. Respublica Veneta, вен. Repùblega de Venexia; італ. Repubblica di Venezia) — італійська морська республіка із столицею в місті Венеція, що існувала у 751—1797 роках. Розташовувалася в північно-східній частині території сучасної Італії, мала колоніальні володіння в Адріатиці, басейнах Егейського, Мармурового і Чорного морів. Інститут дожів проіснував рівно 1100 років (697—1797).

## Назва
- Венеці́йська респу́бліка, або Респу́бліка Венеція (лат. Respublica Veneta, італ. Repubblica di Venezia)
- Найясні́ша Венеці́йська респу́бліка (італ. Serenissima Repubblica di Venezia)

## Історія

### Народження республіки
На берегах північно-західної затоки Адріатичного моря жили в давнину венети, від яких країна отримала назву. Під час переселення народів, коли вождь гунів Аттіла 452 року зруйнував Аквілею і завоював всю верхню Італію до річки По, багато жителів Аквілеї шукали притулки на островах в сусідніх лагунах. Відтоді тут поступово виникло декілька міських поселень, зокрема Градо, Ераклеа, Маламокко та Кіоджа. Після падіння Західної Римської імперії Венеційська лагуна разом з рештою Італії потрапили під владу Одоакра, потім остготів і, нарешті — Східної Римської імперії; навіть після вторгнення лангобардів вони залишалися ще під владою Візантії. У неодноразових війнах з лангобардами поступово з'ясувалася необхідність тіснішого єднання і загального управління. Тому духовні і світські вожді населення, разом зі всіма жителями острівної групи, вибрали в 697 році Паоло Лучіо Анафесто загальним верховним головою на все його життя, посада отримала назву — дож.
Уряд перебував спершу в Ераклеї, 742 року його було перенесено до Маламокко і 810 року — на доти пустельний острів Ріальто, де після того виникло місто Венеція. 806 року Венеційську острівну групу було на короткий час приєднано до імперії Карла Великого, але вже 812 року, відповідно до Pax Nicephori, мирного договору, укладеного між Візантійською імперією і імперією Каролінгів, повернено (разом з Далмацією) Візантії. Проте влада Візантійської імперії над Венецією була значною мірою номінальною і вже в укладеному в 840 році Pactum Lotharii дож Венеції виступив рівноправним партнером короля Італії та Каролінзької імперії без будь-яких посилань на сюзерінітет Візантії над цими територіями. У 992 році імператор Василій II Болгаробійця уклав угоду з венеційським дожем П'єтро II Орсеоло. Візантія погодила зниження митних зборів для венеційських купців в Константинополі з 30 до 17 номізм. Натомість венеційці погодилися надавати свій флот для транспортування візантійських військ до півдня Італії під час війни.
Незабаром після того Венеційська республіка, майстерно використовуючи своє вигідне і безпечне положення між Східною і Західною імперіями, розвинула свій добробут і стала багатим і могутнім торговельним містом. Її флоти звитяжно билися проти нормандців і сарацинів Південної Італії, так само як і проти слов'янських неретвянських піратів на східному узбережжі Адріатичного моря. До островів у лагунах і прилеглих до них берегових землях були приєднані території, завойовані в Істрії, а найголовнвші прибережні міста Далмації 997 року добровільно поставили себе під венеційське заступництво. Будучи володаркою Адріатичного моря, Венеція насправді користувалася повною незалежністю; але, з огляду на торговельні інтереси, вона ще довгий час зберігала номінальний політичний зв'язок з Візантійською імперією. Під час Хрестових походів Венеція досягла високого рівня процвітання і розповсюдила свої торговельні зв'язки, попри конкуренцію Пізи і Генуї, на весь Схід. Усередині республіки неодноразово виникала боротьба між демократичною і аристократичною партіями; дехто проголошував навіть бажання перетворити довічне правління дожів на спадкову монархію. Після одного з повстань, у якому загинув дож Вітале II Мікель, 1172 року була заснована Велика рада, що складалася з виборних нобілів. Велика рада стала найвищою владою і значно обмежила могутність дожів. Загальне народне зібрання, що скликалося раніше, відтоді стало скликатися лише у виняткових випадках, і 1423 року було зовсім скасовано. За панування аристократії було розроблено законодавство республіки та її адміністративний поділ.

### Розквіт республіки

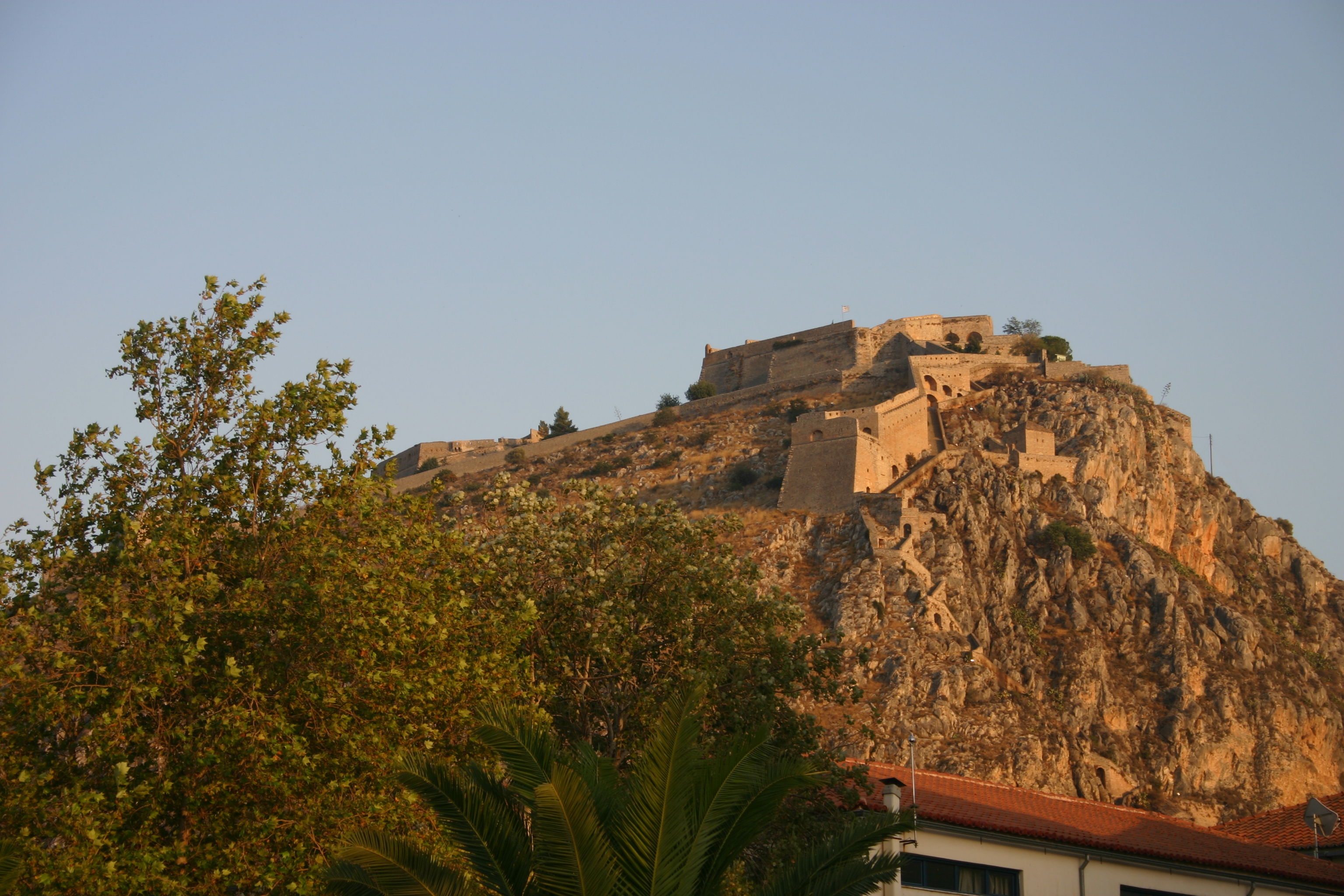
Венеційська фортеця в Нафпліоні, Греція. Це один з багатьох фортів, що забезпечував Венеційські торговельні маршрути в східній частині Середземномор'я.

Високе Середньовіччя

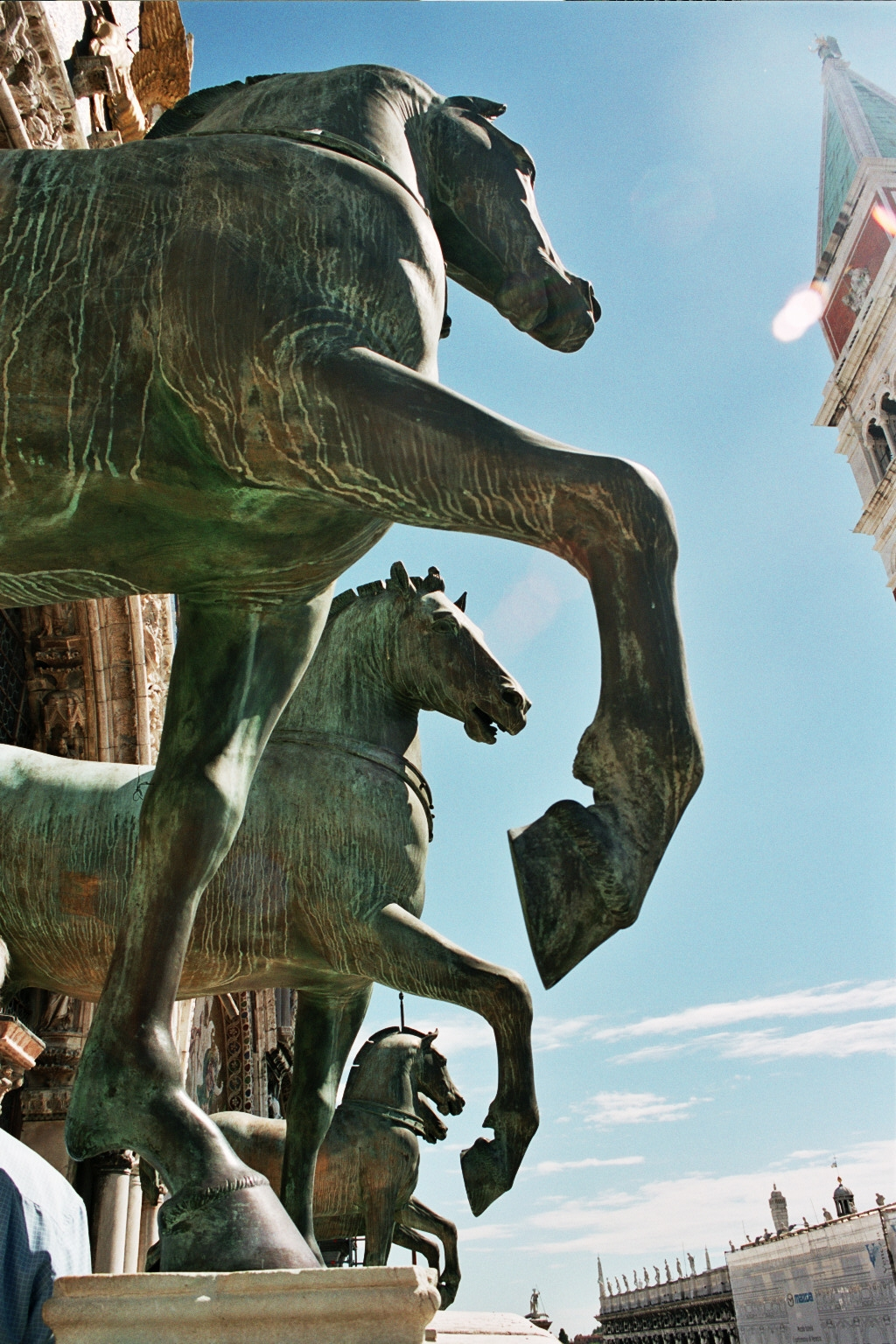
Коні святого Марка

Впродовж періоду Високого середньовіччя Венеційська республіка стала надзвичайно багатою завдяки контролю торгівлі між Європою і Левантом, крім того вона почала розширюватися по Адріатичному морю та поза його межі. У 1084 році Доменіко Сельва особисто очолив флот та виступив проти норманів, проте зазнав поразки і втратив дев'ять великих галер, що були найбільшими та найкраще озброєними кораблями венеційського військового флоту. Венеція була задіяна у хрестових походах майже з самого їх початку. Двісті венеційських кораблів надавали допомогу в захопленні прибережних міст Сирії після першого хрестового походу. У 1110 році Орделафо Фальєро особисто командував венеційським флотом, що складався із 100 кораблів, аби допомогти Балдуїну I Єрусалимському та королю Норвегії Сігурду I Магнуссону в захопленні міста Сідон (сучасний Ліван). У 1123 році Пактом Вармунді венеційцям було надано фактичну автономію у Єрусалимському королівстві, після чого венеційський флот прийняв провідну участь під час облоги та захоплення Тіру.
Венеційці також отримали значні торговельні привілеї у Візантії в XII столітті, їхні кораблі часто забезпечували імперію флотом. У 1182 році спалахнув антизахідний бунт в Константинополі. Венеційська могутність та впливовість стали причиною заздрощів багатьох в імперії, тому під час урочистої ходи самозванця Андроніка I Комніна містом, венеційське майно було розграбовано, а його власників ув'язнено, цей акт принизив і розлютив республіку. У 1183 році місто Зара (сучасний Задар в Хорватії) здійснило успішне повстання проти венеційського правління. Пізніше місто заручилося подвійним захистом від папства та Угорщини. У 1199 році далматинці відокремилися від Угорщини та передали їй частину Македонії. У 1201 році місто Зара офіційно визнало угорського короля Імріха своїм сюзереном.

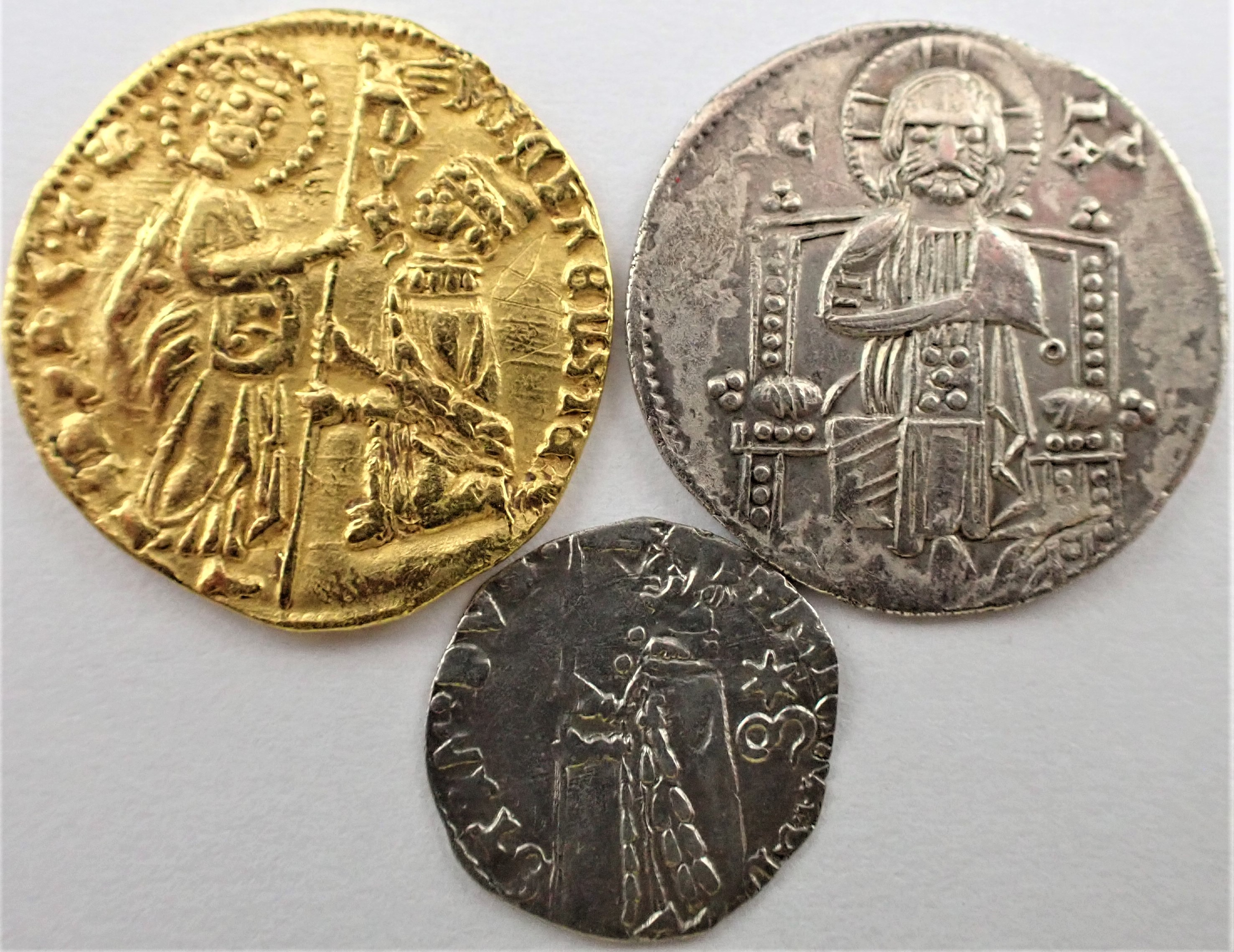
Венеційські монети — цехін (дукат), гроссо та сольдіно

Лідери Четвертого хрестового походу (1202—1204 роки) уклали угоду з Венецією, аби забезпечити флот для перевезення в Левант. Коли виявилося, що хрестоносці не в змозі заплатити за кораблі, дож Енріко Дандоло запропонував їм транспорт за умови, якщо хрестоносці захоплять на Андріатичному узбережжі Зару, місто, яке повстало кілька років тому і зарекомендувало себе торговим конкурентом Венеції. Після захоплення Зари Четвертий хрестовий похід був скерований до Константинополя. Могутність республіки досягла найвищого рівня, коли дож Енріко Дандоло за сприяння французьких хрестоносців в 1204 році завоював Константинополь і під час розділу між союзниками отримав на долю Венеції три восьмих Візантійської імперії та острів Кандія (Крит). Захоплення і розграбування Константинополя було описане як один з найприбутковіших і найганебніших погромів міста в історії. Венеційці стверджували, що більшу частину награбованого, у тому числі і знаменитих чотири бронзових коня, було привезено для прикраси Базиліки Святого Марка. Крім того, надалі поділі візантійських земель Венеція отримала велику територію в Егейському морі, зокрема острови Кандія (Крит) і Негропонте (Евбею). Сучасне ядро міста Ханья (венційською — Кандія) на Криті, було зведене венеційцями на руїнах стародавнього міста Сидонії. Егейські острови також перейшли у володіння республіки та сформували венеційське Герцогство Архіпелагу.
Венеційська республіка підписала торговий договір з Монгольською імперією в 1221 році.
Візантійська імперія була відновлена у 1261 році Михайлом VIII Палеологом, проте втрачені сила та міць так і не були поновлені і, зрештою, імперію завоювали османи. Венеція не змогла перешкодити падінню в 1261 році Латинської імперії, а візантійські імператори після того надали Генуї такі широкі права в Константинополі, що венеційців було відсунуто на задній план. Крім того, 1256 року між Венецією і Генуєю розпочалася тривала Війна Святого Сави, яка проходила зі змінним успіхом. У 1295 році  П'єтро Граденіго послав флот, що складався з 68 кораблів атакувати Генуезький флот в Александретті, пізніше інший флот зі 100 кораблів був відправлений атакувати Геную у 1299 році. З іншого боку, у 1298 році Генуя нанесла Венеції чутливу поразку в Адріатичному морі в Битві при Курцолі, повністю знищивши в цій битві венеційський флот і захопивши в полон його адмірала — сина венеційського дожа Андреа Дондоло. Від 1350 до 1355 роки Венеція вела з Генуєю дві війни -  Війну за черноморські протоки і Війну Кіоджи. Програвши Генуї в морських битвах при Галліполі (1351) і при Сапієнці (1354), республіка знищила генуезький флот в Битві при Кіоджі в 1380 році і тим самим зберегла своє чільне становище у східних середземноморських справах за рахунок погіршення становища морської імперії Генуї.
Аристократично-олігархічний устрій республіки 1297 року зробився ще більш замкнутим унаслідок «закриття» Великої ради дожем П'єтро Граденіго і перетворення Синьорії, яка доти обиралася щороку, у спадкову колегію, до складу якої входили записані до Золотої книги прізвища нобілів. Після змови Тьєполо 1310 року було засновано Раду Десяти, яка встановила поліцейське управління з широкими повноваженнями і доповнила цю аристократичну систему. Відтоді Золота книга відкривалася лише в окремих випадках (1379, 1646, 1684—1699, 1769), і лише невелика кількість прізвищ була внесена до нобілів. Дож Марино Фальєро за свою змову проти аристократії 1355 року поплатився життям.
У 1363 році в колонії Кандія (о. Крит) спалахнуло повстання Святого Тита проти венеційського правління. Бунт став результатом співпраці венеційських колоністів і критських дворян, які намагалися створити незалежну державу. В свою чергу Венеція направила багатонаціональну найману армію, яка незабаром відновила контроль над великими містами. Однак Венеція не спромоглася повністю відвоювати Крит до 1368 року.
До кінця XIV століття Венеція захопила материкові володіння в Італії, анексувавши Местре і Серавале в 1337 році, Тревізо і Бассано-дель-Граппа в 1339 році, Одрезо в 1380 році та Сенеду в 1389 році.
XV століття

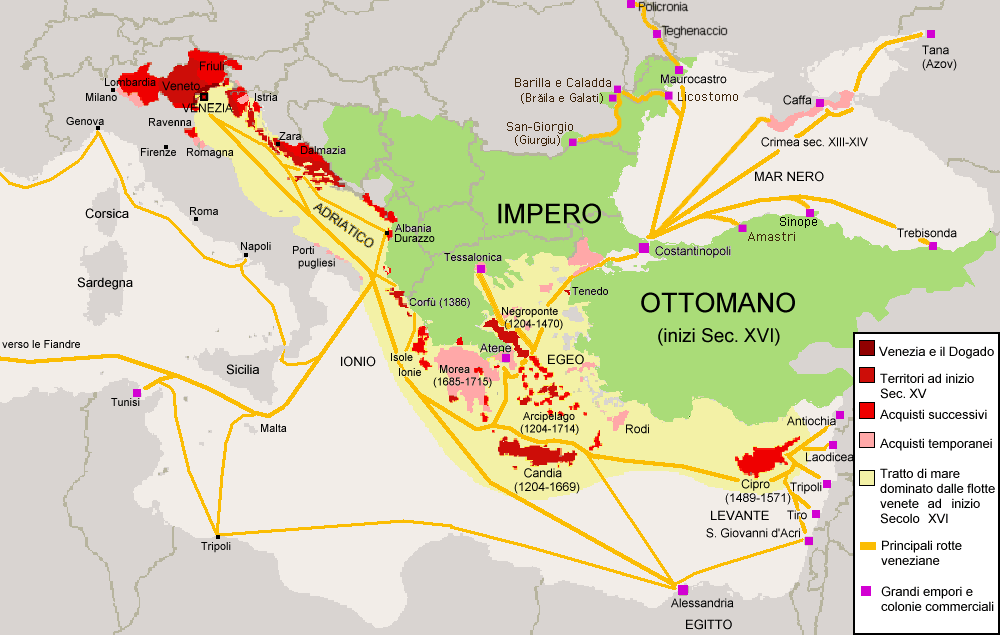
Території, що належали Венеції

На початку XV століття, республіка продовжила розширюватися по суші. Зміни, що сталися в стосунках з Левантом, спонукали республіку зосередити головну увагу на Італії, особливо після того, як суперниця Венеції — Генуя — внаслідок 130-річної боротьби 1381 року була переможена у війні Кіоджи. Венеційські володіння на материку — Тераферма — дедалі більше розширювалися. Віченца, Верона, Бассано, Фельтре, Беллуно, Есте і Падуя зі своїми територіями були приєднані в 1404—1405 роках, Фріулі — 1421, Брешія і Бергамо — 1428 і Кремона — 1448 року, тоді ж завершилося завоювання Іонічних островів.
Венеція розширилася  також уздовж узбережжя Далмації від Істрії до Албанії, котра була приєднана від короля Ласло під час громадянської війни в Угорщині. Ласло майже зазнав поразки у конфлікті та вирішив втікати до Неаполя, але перш ніж зробити це, він погодився продати його на той час практично втрачені права на далматійські міста за знижену ціну в 100000 дукатів.
Венеційці використали ситуацію і швидко поставили дворянство для управління областю, наприклад, граф Філіппо Стіпанов контролював Задар. Цей крок венеційців був відповіддю на загрозливу експансію на чолі з Джан Галеаццо Вісконті, герцога Мілану. Контроль над північно-східними основними наземними маршрутами був також необхідністю задля забезпечення виконання угод. Станом на 1410 рік Венеційський флот складався з 3300 суден (з екіпажами у 36000 чол.), за його допомоги було захоплено більшу частину території, що і сьогодні називається Венето, у тому числі такі міста як Верона (що присягла на вірність Венеції в 1405 році) і Падуя.
Ситуація в Далмації була вирішена в 1408 році перемир'ям з королем Угорщини Сигізмундом, таким чином труднощі Угорщини перейшли до республіки, а саме до консолідованих Адріатичних володінь. Після закінчення терміну перемир'я в 1420 році, Венеція відразу вторглася до Аквілейського патріархату та підкорила Трау, Спалато, Дураццо та інші міста в Далмації. В Ломбардії  Венеція приєднала Брешію в 1426 році, Бергамо в 1428 році і Кремону в 1499 році.
У 1481 році Венеція знову відвоювала Ровіго, що було утримане республікою раніше, у період від 1395 до 1438 року; у лютому 1489 року острів Кіпр, що раніше був державою-осередком хрестоносців (Кіпрське королівство), також був приєднаний до володінь Венеції.
Раби переважно жили в італійських містах-державах до кінця XV століття. У період між 1414 та 1423 роками, близько 10000 рабів перевезених з Кафи, було продано в Венеції.
Наприкінці XV століття Венеційська республіка була багата, могутня, вселяла страх своїм ворогам, і серед її мешканців наукова і художня освіта була поширена більше, ніж в середовищі інших націй. Торгівля і промисловість процвітали. Податки були незначні й правління мало м'який характер, коли справа не стосувалася політичних злочинів, для переслідування яких 1539 року було призначено трьох державних інквізиторів.
Камбрейська ліга, втрата Кіпру та битва при Лепанто
Османська імперія розпочала морські кампанії ще в 1423 році, у той час, коли вона вела семирічну війну з Венеційською республікою за морський контроль над Егейським, Іонічним і Адріатичним морями. Війни з Венецією поновилися в 1463 році та продовжилися до підписання сприятливого мирного договору в 1479 році, відразу після облоги Шкодри. В 1480 (тепер без завад з боку венеційського флоту), османи окупували Родос та досить швидко захопили Отранто. Станом на 1490 рік населення Венеції зросло до 180 000 чоловік.
Війну з османами було відновлено з 1499 по 1503 рік. У 1499 Венеція уклала союз з королем Франції Луї XII проти Мілану, долучаючи також Кремону. Цього ж року османський султан вирушив у атаку на Лепанто, крім того він послав великий флот, аби підтримати наступальну операцію на морі. Антоніо Грімані, у більшій мірі бізнесмен та дипломат, аніж моряк, зазнав поразки в морській битві при Дзонкйо в 1499 році. У свою чергу османи знову розграбували Фріулі. Віддаючи перевагу миру супроти тотальної війни як проти османів, так і на морі, Венеція капітулювала у Лепанто, Дураццо, Модоні та Короні.
Увагу Венеції від свого звичайного морського положення було відвернуто критичним становищем в Романьї, що на той час була однією з найбагатших земель в Італії, територія номінально входила до складу Папської держави, проте насправді була поділена на ряд невеликих володінь, які папським солдатам важко було контролювати. Бажаючи завоювати частину земель Венеції, усі сусідні держави об'єдналися у так звану Камбрейську лігу під керівництвом папи Юлія II у 1508 році. Папа хотів приєднати до своїх володінь Романью; Імператор Максиміліан I — Фріулі та Венето; Іспанія — порти Апулії; король Франції — Кремону; король Угорщини — Далмацію, крім того кожен з них бажав загарбати деякі інші території. Наступ величезної армії розпочався з Франції.
14 травня 1509 року Венеція зазнала нищівної поразки в битві за Агнаделло, у Гарра д'Адді, що відзначилося як одна з найбільш критичних подій в історії Венеції. Французькі та імперські війська окупували Венето, проте Венеції вдалося вирішити ситуацію завдяки дипломатичним зусиллям. Порти Апулії були передані для того, аби дійти згоди з Іспанією. Папа Юлій II незабаром визнав небезпеку потенційного  руйнування Венеційської республіки (єдиної на той час італійської сили, здатної конкурувати з королівствами на зразок Франції або імперіями, на зразок Османської).
Андреа Грітті вдруге захопив Падую в липні 1509 року, успішно захищаючи територію від нападів імперських військ. Іспанія і папа розірвали свій союз з Францією, а Венеція повернула Брешію та Верону від Франції. Після семи років руйнівної війни, Венеційська республіка повернула свої материкові володіння на захід аж до річки Адда. Незважаючи на те, що поразка перетворилася на перемогу, події 1509 ознаменували кінець венеційської експансії.
1489 року вдова останнього кіпрського короля венеційка Катерина Корнаро поступилася республіці островом Кіпр. Але у перший же рік венеційського правління Кіпром, османи напали на півострів Карпас, грабуючи і беручи багатьох в полон для продажу в рабство. У 1539 році османський флот атакував і знищив Лімасол. Побоюючись постійного розширення Османської імперії, венеційці укріпили Фамагусту, Нікосію та Киренію, проте більшість інших міст досі були легкою здобиччю для ворога. Влітку 1570 року османи знову аткакували, але на цей раз з повномасштабним вторгненням, а не рейдом. Близько 60 тисяч військовослужбовців, у тому числі кавалерії і артилерії під командуванням Мустафи-паші розкинулися поблизу Лімассола  2 липня 1570  і взяли в облогу Нікосію. На хвилі перемоги того дня, коли місто впало — 9 вересня 1570 — 20000 жителів Нікосії було страчено загарбниками, а кожна церква, громадська будівля, і палац були розграбовані. Чутка про різанину поширилася, вже через кілька днів Мустафа взяв Киренію без єдиного пострілу. Фамагуста, однак, чинила опір, захист тривав з вересня 1570 року до серпня 1571 року. Падіння Фамагусти поклало початок періоду Османського володіння Кіпром. Два місяці потому, військово-морські сили Священної ліги, що складалися в основному з венеційських, іспанських, і папських кораблів під командуванням дона Хуана Австрійського, розгромили османський флот в битві при Лепанто. Незважаючи на перемогу в морі над османами, Кіпр залишився підконтрольним Османській імперії протягом наступних трьох століть.
До 1563 року населення Венеції скоротилося до приблизно 168000 чоловік. До 1575 року населення Венеції складало близько 175000 людей, проте частково це було результатом чуми 1575-76 років, станом на 1581 рік кількість населення знизилася до 124000 людей. Разом з тим венеційські купці у 1550—1580-х роках Нікколо ді Конті та Чезаре Федерічі дісталися до південного Індостану, сучасних М'янми та Індонезії, прокладаючи торгівельні маршрути та встановлюючи нові зв'язки.
XVII століття
У 1606 році конфлікт між Венецією і Святим Престолом почався з арешту двох кліриків, обвинувачених в скоєнні дрібних злочинів, а також через закон, що обмежував право Церкви на володіння та купівлю земельної власності. Папа Павло V ухвалив рішення про те, що ці положення суперечать канонічним правам, і зажадав, аби вони були скасовані. Одержавши відмову, він відлучив Венецію від церкви. Республіка не звернула жодної уваги на заборону або акт відлучення, і наказала своїм священикам продовжувати виконувати служіння. Рішення було підтримане монахом Паоло Сарпі, полемічним письменником, який був призначений радником Сеньйорії з теології та канонічного права в 1606. Інтердикт було скасовано через рік, після того, як Франція втрутилася і запропонувала формулу компромісу, Венеція була задоволена, затверджуючи принцип, згідно з яким жоден громадянин не був вищим за закон.

У другій половині XVII століття також тривали війни з Османською імперією; у Критській війні (1645—1669 років), після героїчної облоги, яка тривала 24 роки, Венеція втратила своє найбільше заморське володіння — острів Крит, але в той же час досягла деяких успіхів у Далмації. У 1684 році  користуючись тим, що Османська імперія була задіяна у Великій війні проти Австрії, республіка розпочала війну з османами, що тривала до 1699, завдяки чому Венеція змогла підкорити півострів Морею (Пелопоннес) у південній Греції.

### Занепад республіки

Венеційські володіння в Греції, 1450

Але потім настали зміни, яким жодна розсудливість запобігти не могла. Португалець Васко да Гама відкрив ще 1498 року морський шлях до Ост-Індії, і тому Венеція з часом втратила вигоди ост-індійської торгівлі. Османи стали володарями Константинополя і поступово відняли у венеційців володіння, що належали їм в Архіпелазі і Мореї, так само як і в Негропонті. Досвідчена у веденні державних справ республіка лише з відносно невеликими втратами позбавилася від небезпеки, якою загрожувала їй заснована папою Юлієм II Священна ліга, що поставила Венецію на короткий час майже на край загибелі; ця боротьба дала новий поштовх могутності і впливу республіки. У церковному розбраті з папою Павлом V, у якому чернець Павло Сарпі захищав справу Венеції (з 1607 року), республіка відстояла свої права проти ієрархічних домагань. Змова проти незалежності республіки, затіяна у Венеції 1618 року іспанським посланцем маркізом Бедемаром, була вчасно розкрита і криваво придушена. З іншого боку, Османська імперія 1571 року відняла у республіки острів Кіпр, а 1669 року, після 24-річної війни, і Кандію. Останні фортеці на Криті були втрачені Венецією лише 1715 року. Морея 1687 року була знов завойована венеційцями і за Карловацьким миром 1699 року османи поступилися нею, але 1718 року, за Пассаровицьким миром, вони знову повернулася туди. Відтоді республіка майже перестала брати участь у всесвітній торгівлі. Вона задовольнялася збереженням свого застарілого державного ладу і утриманням, за дотримання суворого нейтралітету, останніх своїх володінь (Венеції, Істрії, Далмації і Іонічних островів), у яких було до 2,5 мільйонів підданих.
У війнах, що виникли внаслідок Французької революції, Венеція втратила свою самостійність. Коли Бонапарт 1797 року вторгся у Штирію, у запіллі у нього повстало проти французів сільське населення Терраферми. Внаслідок цього, після підписання попередніх мирних умов з Австрією, Бонапарт оголосив республіці війну. Марно намагалася вона поступливістю і зміною конституції схилити переможця до милосердя. Останній дож, Людовіко Манін, і Велика рада змушені були 12 травня 1797 року підписати своє зречення. Потім, 16 травня, місто Венеція було без опору зайнято французами.
За Мирним договором, укладеним в Кампо-Форміо 17 жовтня 1797 року, Венеційська територія на схід від Ечу, разом з Істрією і Далмацією була надана Австрії, тоді як область на захід від Ечу відходила до Цизальпійської республіки (згодом Італійське королівство). Іонічні острови перейшли у володіння Франції.

## Державне управління

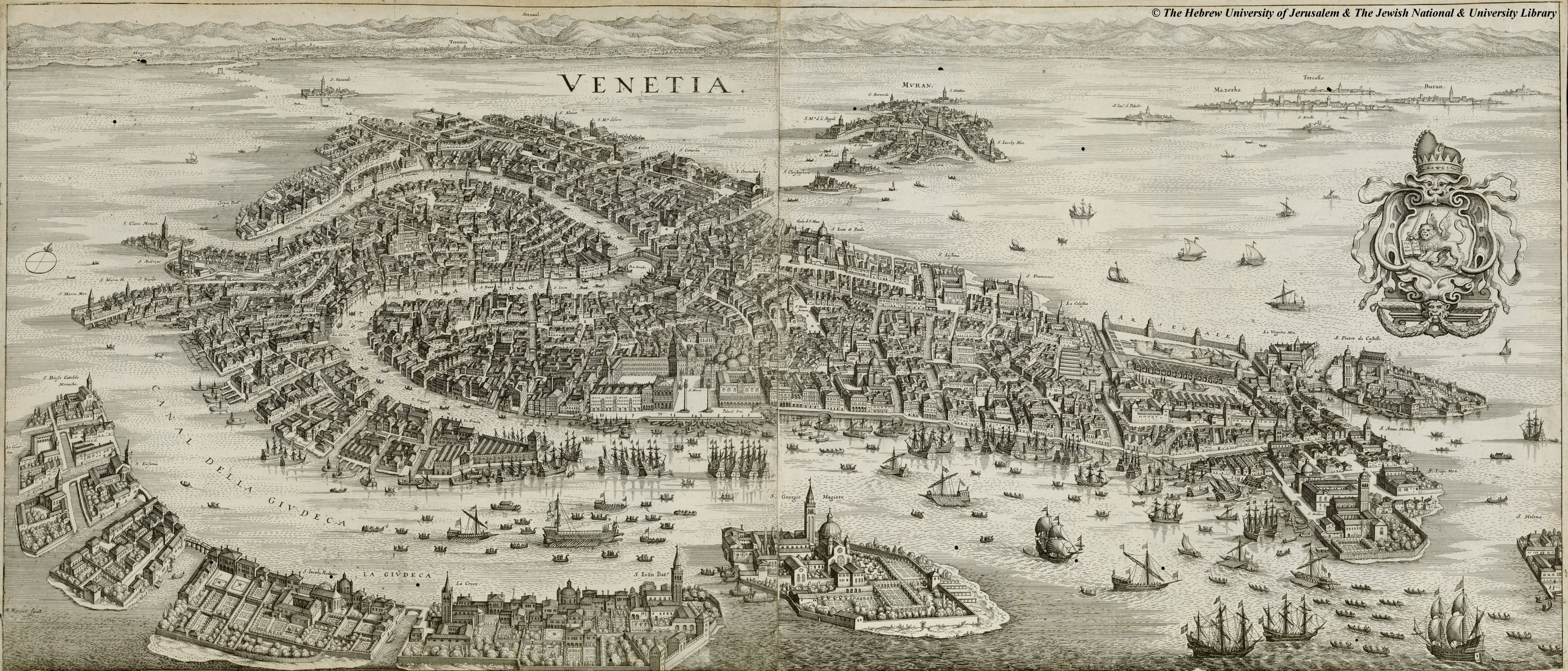
Мапа Венеції, 1650

Венеція була класичним прикладом аристократичної республіки. Структура влади була різноманітна і заплутана. Основну еліту складали сім'ї патриціїв, з яких виходили представники влади. Окрім патриціїв, у Венеції було досить значне число громадян, що мали право працювати в адміністративному апараті, не займаючи політичних посад, при цьому за громадянами були зарезервовані ряд найважливіших адміністративних посад республіки. Більшість мешканців належали до народу, що не мав формальних прав, але думка якого проте уважно враховувалася політичним класом.
Політична система республіки спиралася на велику кількість цивільних комітетів або Рад, зв'язаних між собою складною системою заборон і противаг.

### Велика рада
Найвищим органом республіки була Велика рада. З 1297 року членство у Великій раді було істотно обмежене, лише людина, чиї предки вже засідали у Раді, могла стати її членом. Всі вони були занесені до спеціальної книги, яка носила назву «Золота книга». У Золотій книзі налічувалося близько 300 прізвищ венеційських родин.
Кожен чоловік з сім'ї нобілів (аристократів) по досягненню 25-річного віку входив до складу ради. Спочатку рада налічувала 400—500 чоловік. Пізніше її чисельність зросла до тисячі з лишком осіб. Максимально ж Рада складалася з 2500 членів. Таким чином, у Раду входило близько 5 % всього дорослого чоловічого населення Венеції.
Рада обирала інші органи управління і головних магістратів республіки та дожа.

### Дож

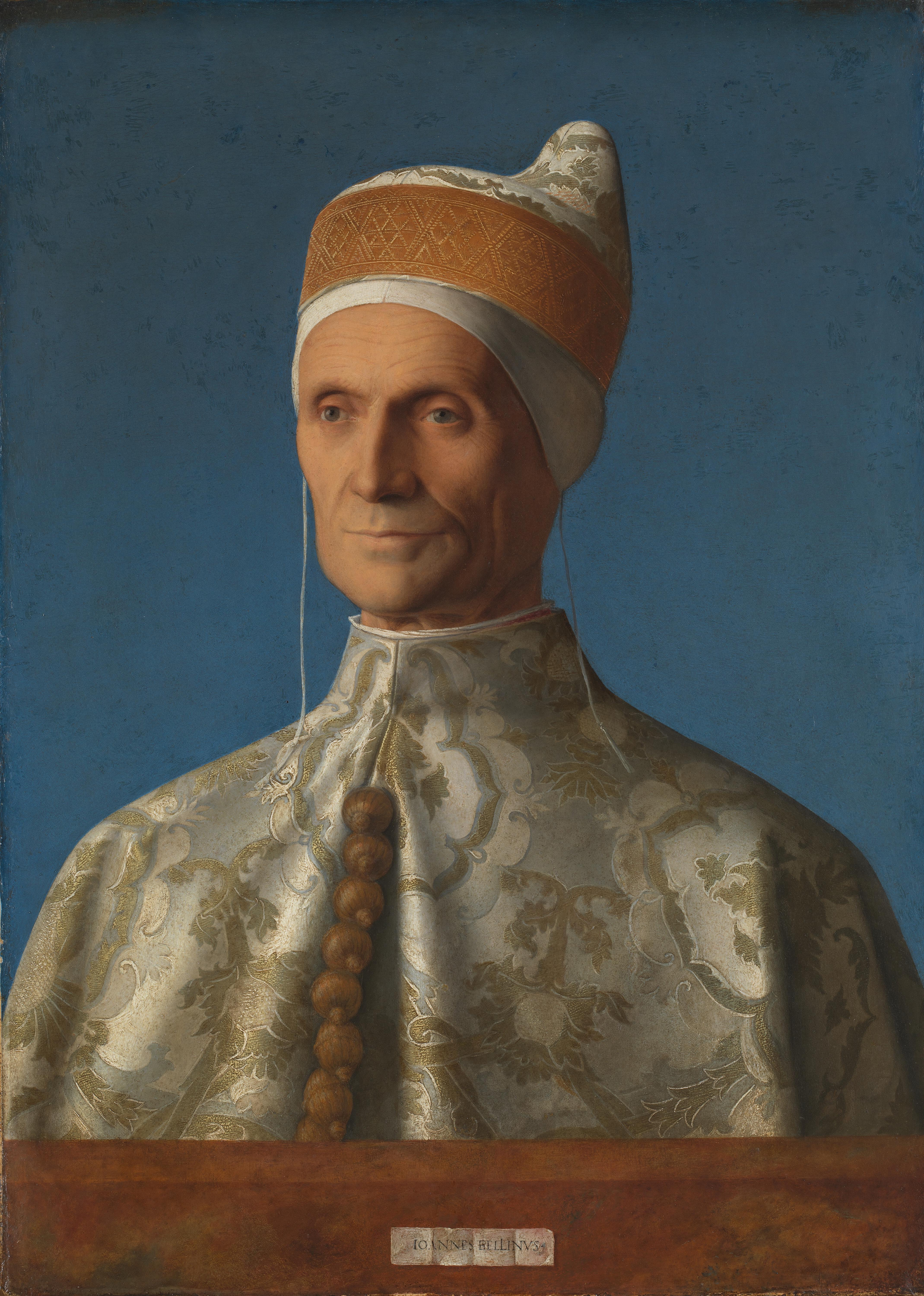
Джованні Белліні. Портрет дожа Леонардо Лоредана в традиційному для дожів головному уборі

Дож зазвичай вибирався з числа дванадцяти прокураторів Сан-Марко, як правило довічно. Голосування Великої Ради з виборів дожа не було прямим. Велика Рада реалізовувала процедуру виборів, яка включала одинадцять етапів. Спочатку збиралися члени Великої Ради віком понад 30 років, які вибирали 30 чоловіків, що належали до різних родин. Потім ці 30 вибирали 9 чоловіків, які вибирали сорок чоловіків. Ці сорок обирали 12 чоловіків, а ці 12 — 25. Двадцять п'ять чоловіків вибирали дев'ять, а дев'ять чоловіків — 45; 45 вибирали 11, а ці 11 — вибирали остаточний комітет з виборів у складі 41 члена, які обирали дожа.
Влада дожа була значно обмежена. Він мав право брати участь у всіх радах, але не міг нав'язувати свою думку. Дож не міг приймати самостійні рішення. Його контакти, зустрічі, листування ретельно контролювалися. Він не міг покидати меж Венеції і не міг мати власності за межами держави.

### Мала рада
При дожеві була «Мала Рада» з шести його радників.

### Сенат
Сенат складався з 120 чоловік, які обиралися на термін один рік з правом переобрання. З 120 чоловік, 60 чоловік висувалися Великою радою, ще 60 чоловік висувалися початковим складом Сенату і схвалювалися Великою Радою. Ще близько 140 чоловік, що представляли різні політичні органи республіки, входили в Сенат з правом узгоджувального голосу. Керувала Сенатом Колегія, яка включала 16 чоловік і відповідала за поточні щоденні рішення уряду.
Сенат вирішував основні оперативні питання зовнішньої і внутрішньої політики.

### Рада сорока
Рада сорока виконувала функції верховного суду республіки. Його склад також визначався Великою радою. Члени Ради сорока після 16 місяців виконання своїх обов'язків також входили в Сенат.

### Рада десяти
У Венеції існувала організація, що стежила за політичною ситуацією, що мала назву державна інквізиція.
Для контролю за діяльністю дожа була створена «Рада десяти», члени якої обиралися на один рік Великою радою, причому було заборонено обирати в Раду двох чи більше членів однієї сім'ї. Дож разом з радниками мав право бути лише присутнім на деяких засіданнях Ради, але не брав участь у голосуванні.
Однією з офіційних цілей ради був контроль над дожем та іншими установами республіки. Рада мала дуже добре розвинену систему інформаторів і ґрунтуючись на їх донесеннях оцінювала діяльність всіх правлячих структур республіки. Рада десяти мала законне право заарештувати, допитати, у тому числі із застосуванням тортур, і заочно засудити будь-кого, кого вважала за потрібне.
І оскільки вибори в Раду відбувалися на засіданнях Великої ради, куди не пускали жодних чужаків, і склад Ради ніде не оприлюднювався, Рада десяти була анонімним органом влади, список членів якого не був відомим більшості мешканців міста.
Рада десяти, разом з Колегією Сенату і Малою радою утворювали Повну Колегію, що була осердям всієї влади республіки.

### Інші інститути влади
Окрім найвищих органів влади в республіці була достатня кількість професійних гільдій і релігійних братств, які відстоювали інтереси своїх членів.
Представниками виконавчої влади були подести, проведитори, прокуратори, авагадори, володарі ночі і багато інших чиновників